# PGC 2119761
LEDA/PGC 2119761 ist eine Radiogalaxie im Sternbild Andromeda am Nordsternhimmel. Sie ist schätzungsweise 438 Millionen Lichtjahre von der Milchstraße entfernt und hat einen Durchmesser von etwa 140.000 Lichtjahren. Vom Sonnensystem aus entfernt sich das Objekt mit einer errechneten Radialgeschwindigkeit von näherungsweise 9.700 Kilometern pro Sekunde.
Im selben Himmelsareal befinden sich unter anderem die Galaxien PGC 9978, PGC 2114751, PGC 2121168, PGC 2122161.